# Ахметова, Шайза Хабибулловна

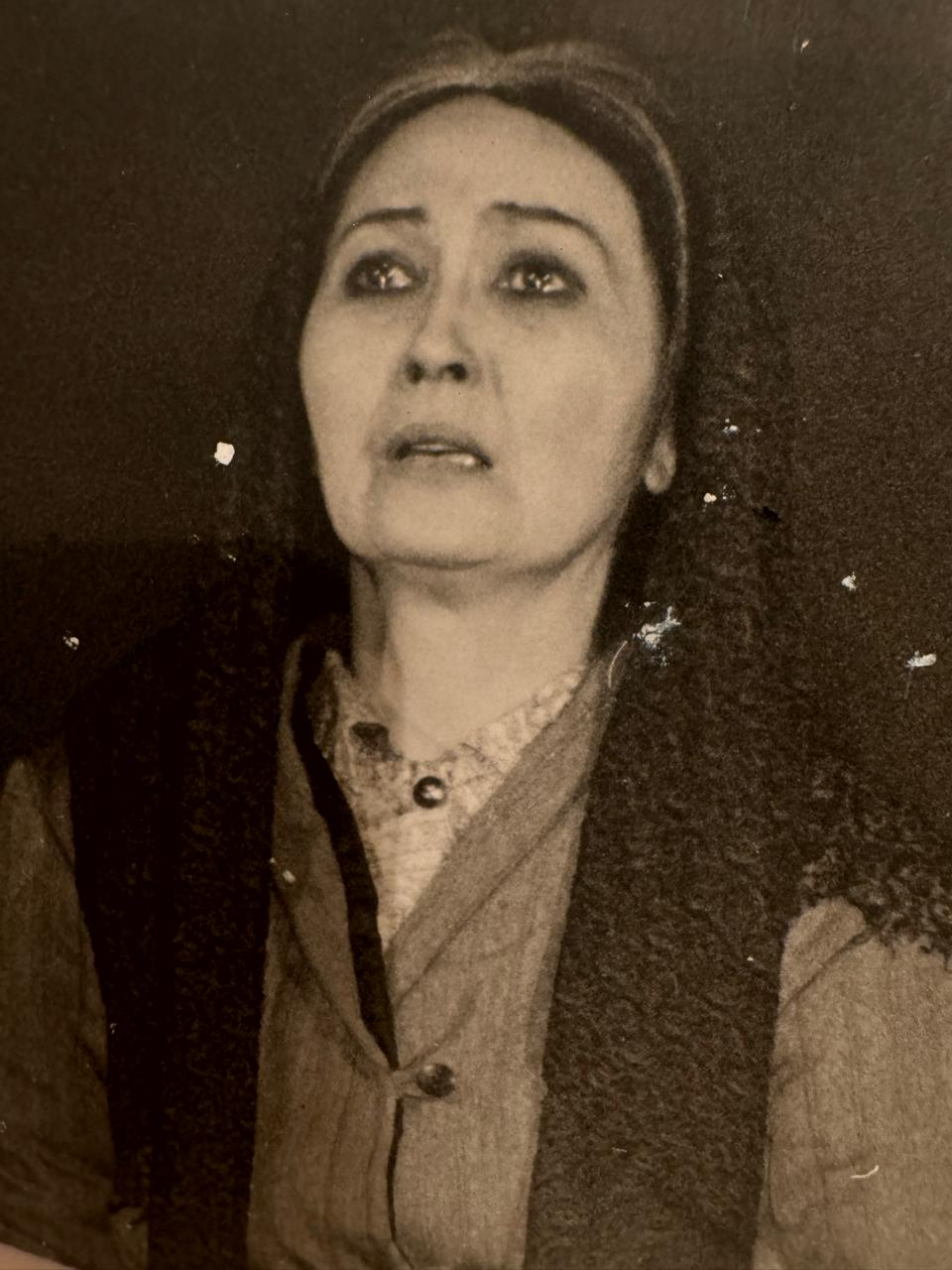
Шайза Ахметова

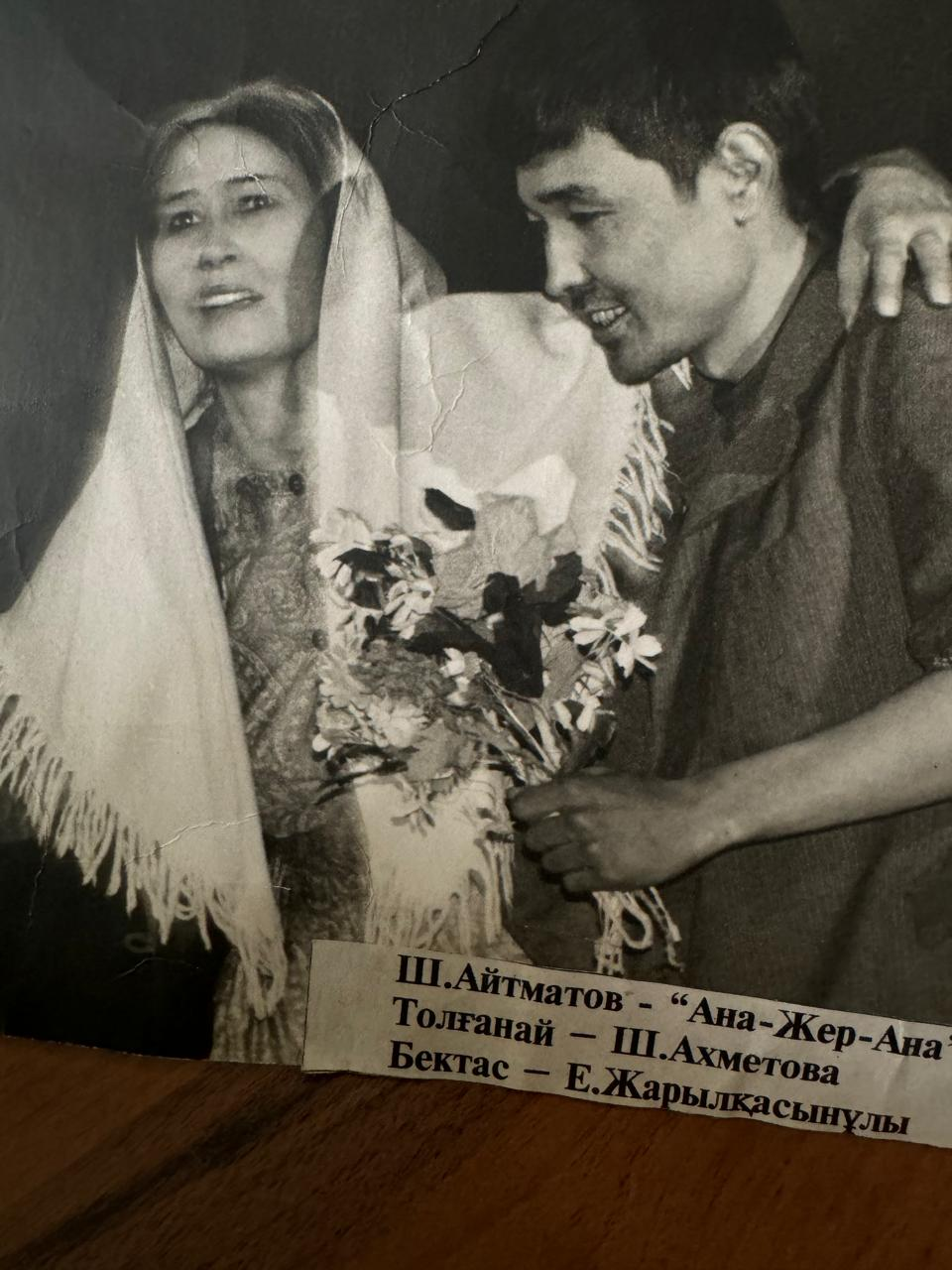
"Ана - Жер ана" Толғанай рөлінде.

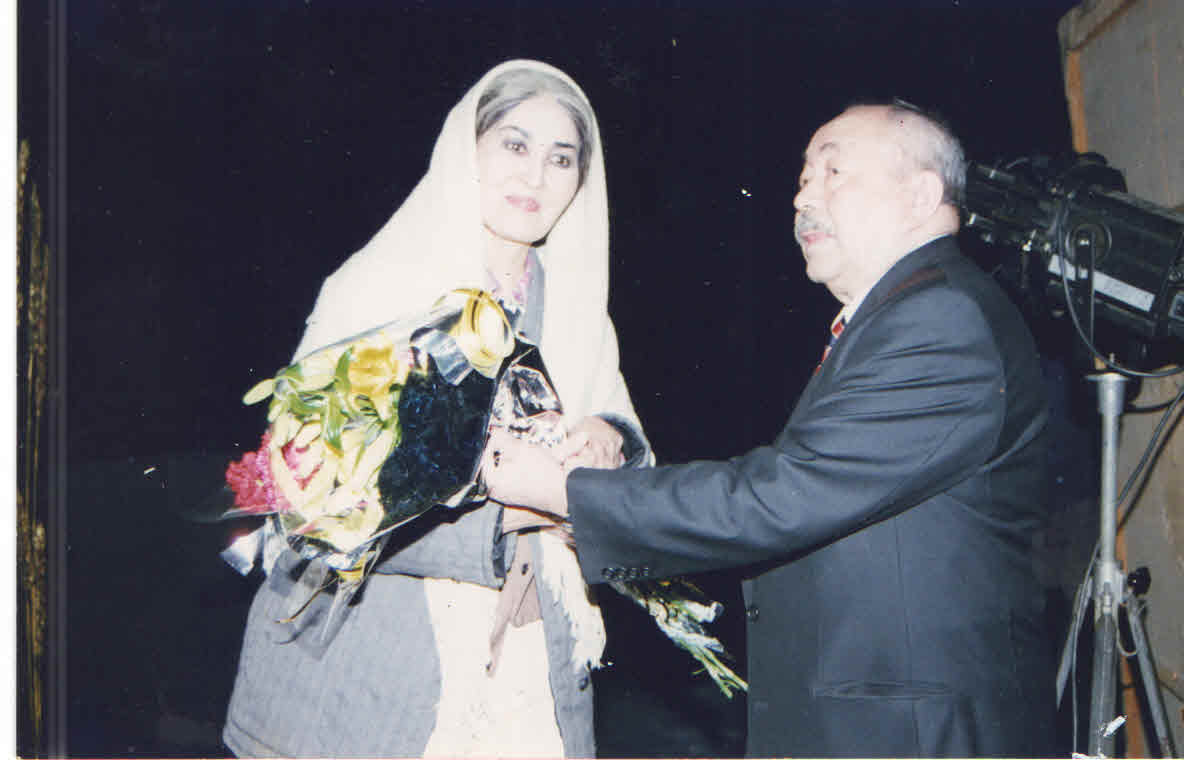
Ә. Мәмбетов, Ш. Ахметова

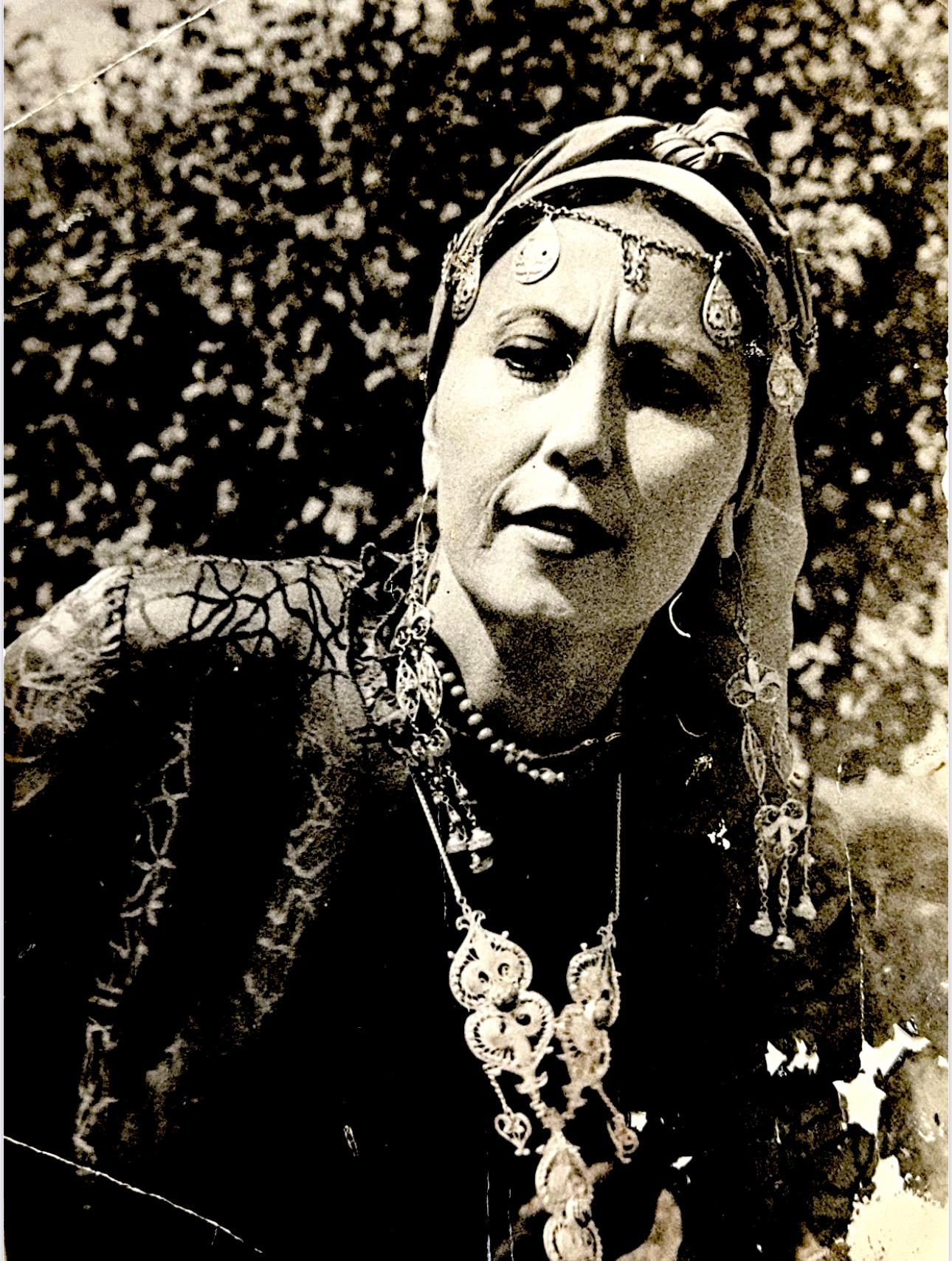

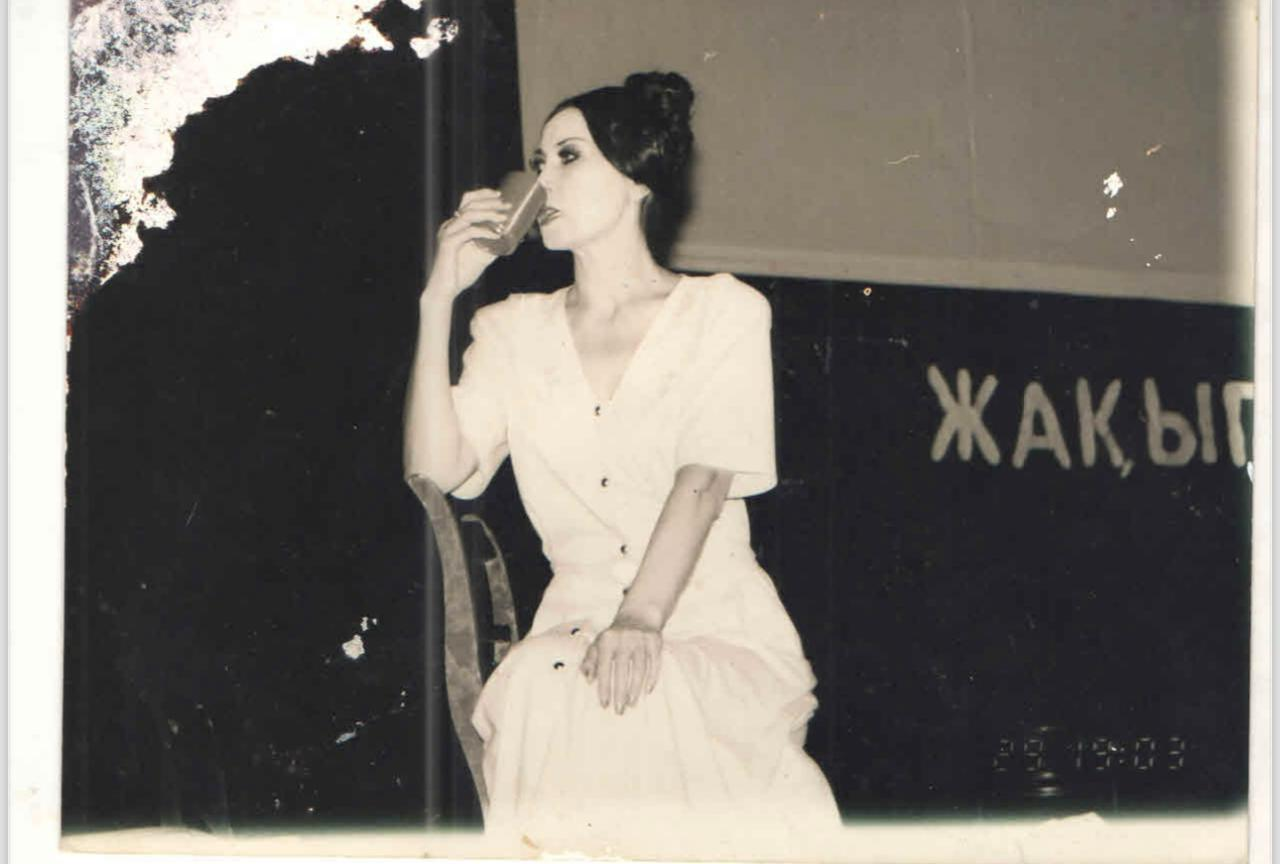
Шайза Ахметова.

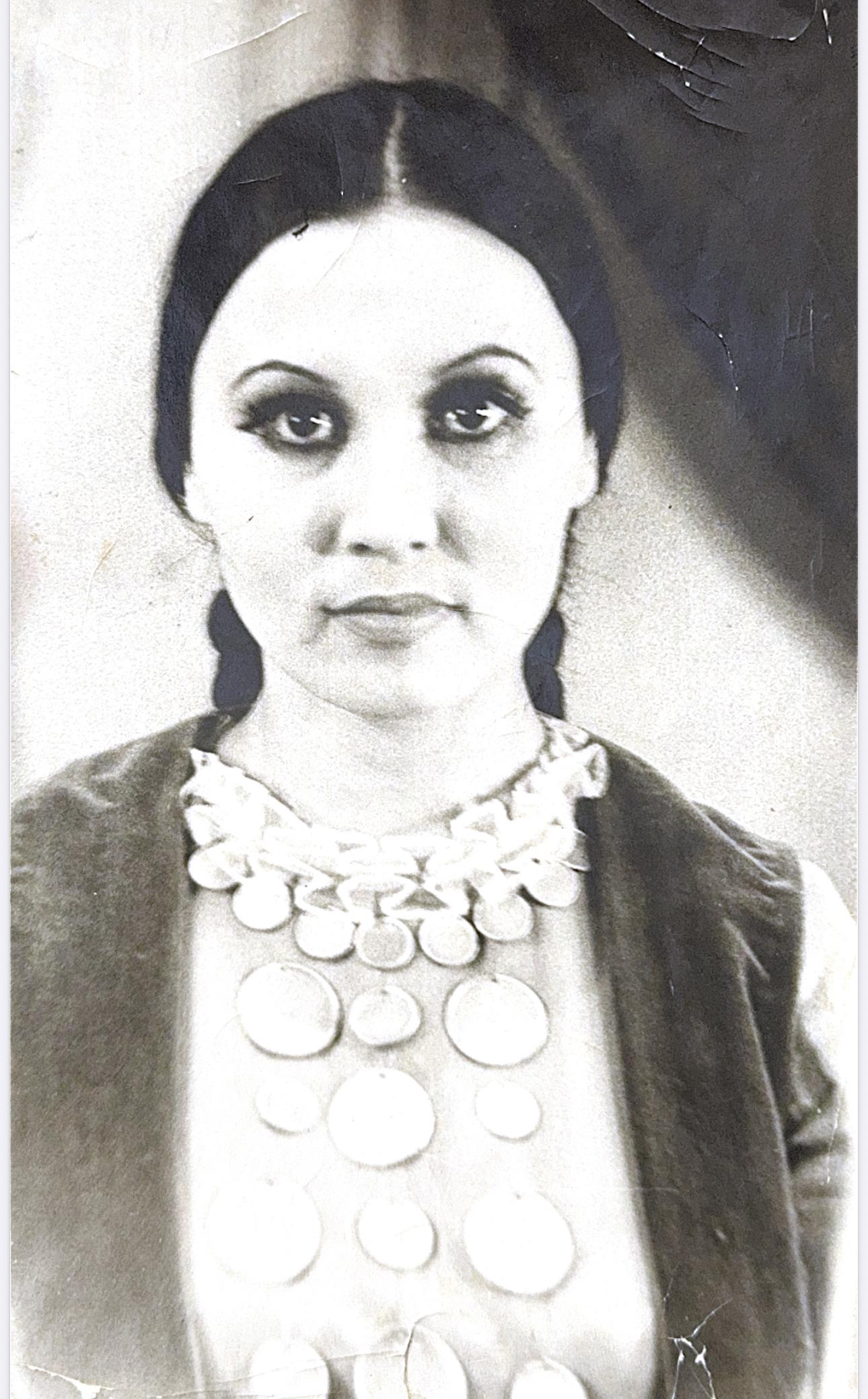

Шайза (Шахизада) Хабибулловна Ахметова (каз. Шайза Хабиболлақызы Ахметова, род. 8 марта 1948) — советская и казахстанская актриса, Народная артистка Казахстана (1991), Заслуженная артистка Казахской ССР (1981), Награждена медалью "25 лет Независимости Республики Казахстан" (2016г.)

## Биография
Родилась 8 марта 1948 года в селе Георгиевка Жарминского района Восточно-Казахстанской области с семье служащего.
В 1970 году окончила актёрское отделение Алматинской консерватории. С 1970 года работает в труппе Казахского драматического театра им. М.О. Ауэзова.
- М. Ауэзов «Кара кипчак Кобланды» (режиссер А. Мамбетов) - Карлыга,
- М. Ауэзов «Карагоз» (режиссер А. Мамбетов) - Карагоз,
- М. Ауэзов «Зарница» (режиссер Б. Омаров) - Катша,
- K. Аманжолов «На свадьбе друга» (режиссер Ж. Омаров) - Насихат,
- Е. Домбаев «Девочки нашего класса» (режиссер С. Асылханов) - Алма,
- Ж. Аймаутов «Тоска по любви» (режиссер К. Сугурбеков) - Кунекей,
- Р. Муканова «Ангел с дьявольским лицом» (режиссер Б. Атабаев) - Узангайша,
- Т. Нурмаганбетов «Прощание со старым домом» (режиссерА. Рахимов) - Кексе,
- А. Тасымбеков К. Искак «Мадонны АЛЖИРа» (режиссер Б. Атабаев) - Заключенная,
- М. Макатаев «Прощай, любовь» (режиссер Б. Атабаев) - Салима,
- О. Бодыков «Узник степи» (режиссер Р. Сейтметов) - Аиша,
- K. Бекхожин «Уланский перевал» (режиссер К. Жетписбаев) - дочь калмыка,
- Ш. Айтматов «Материнское поле» (режиссер А. Мамбетов) - Толганай,
- У. Шекспир «Ричард III» (режиссер А. Пашков) - Анна
- У. Шекспир «Кориолан» (режиссер А. Мамбетов) - Волумния,

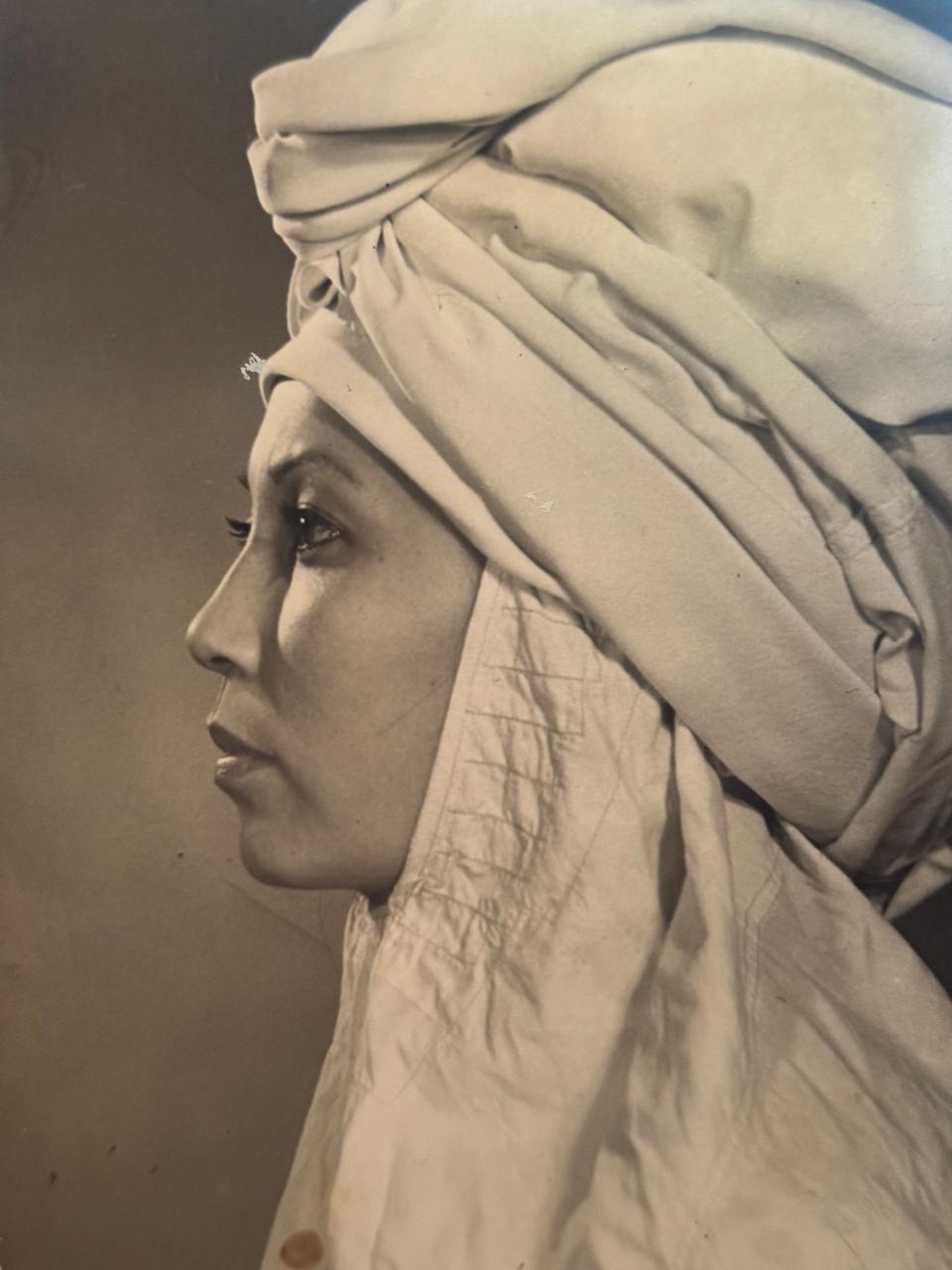
"Қан мен тер" Бәйбіше рөлінде.

- "Қан мен тер" Бәйбіше рөлінде.У. Шекспир «Укрощение строптивой» (режиссеры О.И.Пыжова, Б.В.Бибиков) - Катарина,
- М. Булгаков «Кабала святош» (режиссер В. Мажурин) - Арманда Бежар,
- Е. Шварц «Снежная королева»(режиссер А. Рахимов) - Снежная королева,
- Е. Шварц «Күл қыз, Күн қызында» (режиссер С. Асылханов) - Мачеха,
- Г. Лорка «Дом Бернарды Альбы» (режиссер Р. Сейтметов) - Адела,
- Пиранделло «Падчерица» (режиссер Р. Сейтметов) - Падчерица,
- С. Ахмад «Бунт невесток» (режиссер Р. Сейтметов) - Мухойя,
- Шиллер «Убийство в Генуе» (режиссер Ф. Золтер) - Юлия,
- Г. Гауптман «Перед заходом солнца» (режиссер Р. Андриасян) - Паола,
- Б. Брехт «Мещанская свадьба» (режиссер Б. Атабаев) - Амели.
- Б. Жакиев «Давайте не делать друг другу больно……» (реж. Е.Обаев) – Байбише.

- «Кровь и пот» - Байбиш (режиссер А. Мамбетов, 1979),
- «Дополнительные вопросы» - Райхан,
- «Человеческий фактор» - Маргарет,
- «Снайперы» - Мать,
- «Полнолуние» - Аиша,

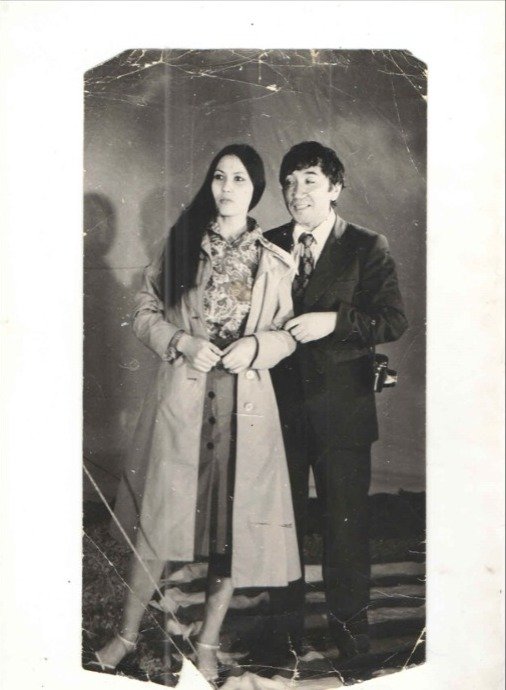
"Көктөбедегі кездесу" Айша рөлінде

- "Көктөбедегі кездесу" Айша рөлінде«Сардар» - Дамеш (режиссер Б. Калымбетов, 2002),
- «Талисман иноходца» - Жена (режиссер Васильев М.),
- «Перекресток» - Ситора,
- «Қызымхана» - Сырғатай.

Казах. Отец - Ахметов Хабибулла, сотрудник, член КПСС, ветеран Великой Отечественной войны, обладатель ордена Славы, Красной Звезды, Отечественной войны и др.
Мать - Тымакбаева Масфура, занимается домашними делами.
Религиозный взгляд - мусульманин. Хобби - решение кроссвордов, занятия спортом. Любимая литература - проза, классические литературные произведения.[1]